# Myoxocephalus
Myoxocephalus is een geslacht van zeedonderpadden, vissen van zoute kustwateren. FishBase onderscheidt 17 soorten.

## Soortenlijst
- Myoxocephalus aenaeus (Mitchill, 1814)  - max. 18 centimeter
- Myoxocephalus brandtii (Steindachner, 1867)  - max. 42 centimeter
- Myoxocephalus incitus Watanabe, 1958  = max. 20 centimeter
- Myoxocephalus jaok (Cuvier, 1829)  - max. 74 centimeter
- Myoxocephalus matsubarai Watanabe, 1958  - max. 24 centimeter
- Myoxocephalus niger (Bean, 1881)  - max. 27 centimeter
- Myoxocephalus ochotensis Schmidt, 1929
- Myoxocephalus octodecemspinosus (Mitchill, 1814)  - max. 46 centimeter
- Myoxocephalus polyacanthocephalus (Pallas, 1814)  - max. 80 centimeter
- Myoxocephalus quadricornis (Linnaeus, 1758)
- Myoxocephalus scorpioides (Fabricius, 1780)  - max. lengte 22 centimeter
- Myoxocephalus scorpius (Linnaeus, 1758) – Gewone zeedonderpad - max. 60 centimeter
- Myoxocephalus sinensis (Sauvage, 1873)
- Myoxocephalus stelleri Tilesius, 1811  - max. 60 centimeter
- Myoxocephalus thompsonii (Girard, 1851)  - max. 23 centimeter
- Myoxocephalus tuberculatus Soldatov & Pavlenko, 1922
- Myoxocephalus verrucosus (Bean, 1881)  - max. 30 centimeter
- Myoxocephalus yesoensis Snyder, 1911